# Lekkoatletyka na Letnich Igrzyskach Olimpijskich 1948 – bieg na 80 m przez płotki kobiet
Bieg na 80 metrów przez płotki kobiet – był jedną z konkurencji lekkoatletycznych rozgrywanych podczas XIV Letnich Igrzysk Olimpijskich. Zawody odbyły się w dniach 3 - 4 sierpnia 1948 roku  na Empire Stadium w Londynie.

## Rekordy
Tabela uwzględnia rekordy uzyskane przed rozpoczęciem rywalizacji.
|                   | Zawodniczka                                           | Wynik  | Miejsce                     | Data                              |
| ----------------- | ----------------------------------------------------- | ------ | --------------------------- | --------------------------------- |
| Rekord świata     | Włochy Claudia Testoni · Holandia Fanny Blankers-Koen | 11,3 s | Drezno · Holandia Amsterdam | 13 sierpnia 1939 20 września 1942 |
| Rekord olimpijski | Włochy Trebisonda Valla                               | 11,6 s | Berlin                      | 5 sierpnia 1936                   |

## Terminarz
| Data            | Czas  |            |
| --------------- | ----- | ---------- |
| 3 sierpnia 1948 | 15:00 | Eliminacje |
| 3 sierpnia 1948 | 17:00 | Półfinały  |
| 4 sierpnia 1948 | 16:00 | Finał      |

## Wyniki

### Eliminacje
Trzy najlepsze zawodniczki z każdego biegu kwalifikowały się do półfinału.
Bieg 1
| Pozycja | Zawodniczka         | Państwo           | Czas | Uwagi |
| ------- | ------------------- | ----------------- | ---- | ----- |
| 1.      | Fanny Blankers-Koen | Holandia          | 11,3 | Q     |
| 2.      | Joan Upton          | Wielka Brytania   | 11,8 | Q     |
| 3.      | Jeanine Toulouse    | Francja           | 12,0 | Q     |
| 4.      | Mirja Jämes         | Finlandia         | b.d. |       |
| 5.      | Marion Huber        | Chile             | b.d. |       |
| 6.      | Theresa Manuel      | Stany Zjednoczone | b.d. |       |

Bieg 2
| Pozycja | Zawodniczka                | Państwo         | Czas | Uwagi |
| ------- | -------------------------- | --------------- | ---- | ----- |
| 1.      | Maureen Gardner            | Wielka Brytania | 11,6 | Q     |
| 2.      | Libuše Lomská              | Czechosłowacja  | 11,8 | Q     |
| 3.      | Noemí Simonetto de Portela | Argentyna       | 11,8 | Q     |
| 4.      | Janine Magnin-Lamouche     | Francja         | 11,9 |       |
| 5.      | Domnitsa Lanitu-Kawunidu   | Grecja          | b.d. |       |

Bieg 3
| Pozycja | Zawodniczka        | Państwo           | Czas | Uwagi |
| ------- | ------------------ | ----------------- | ---- | ----- |
| 1.      | Yvette Monginou    | Francja           | 11,7 | Q     |
| 2.      | Shirley Strickland | Australia         | 11,9 | Q     |
| 3.      | Maria Oberbreyer   | Austria           | 11,9 | Q     |
| 4.      | Bernice Robinson   | Stany Zjednoczone | b.d. |       |
| 5.      | Bertha Crowther    | Wielka Brytania   | b.d. |       |
| 6.      | Mavis Evelyn       | Jamajka           | b.d. |       |

Bieg 4
| Pozycja | Zawodniczka                | Państwo           | Czas | Uwagi |
| ------- | -------------------------- | ----------------- | ---- | ----- |
| 1.      | Elfriede Steurer           | Austria           | 12,2 | Q     |
| 2.      | Gerda van der Kade-Koudijs | Holandia          | 12,2 | Q     |
| 3.      | Jean Walraven              | Stany Zjednoczone | 12,6 | Q     |
| 4.      | Kyllikki Naukkarinen       | Finlandia         | b.d. |       |
| 5.      | Vinton Beckett             | Jamajka           | b.d. |       |

### Półfinały
Trzy najszybsze zawodniczki z każdego półfinału awansowały do finału
Bieg 1
| Pozycja | Zawodniczka         | Państwo           | Czas | Uwagi |
| ------- | ------------------- | ----------------- | ---- | ----- |
| 1.      | Fanny Blankers-Koen | Holandia          | 11,4 | Q     |
| 2.      | Maria Oberbreyer    | Austria           | 11,9 | Q     |
| 3.      | Libuše Lomská       | Czechosłowacja    | 12,0 | Q     |
| 4.      | Joan Upton          | Wielka Brytania   | b.d. |       |
| 5.      | Jeanine Toulouse    | Francja           | b.d. |       |
| 6.      | Jean Walraven       | Stany Zjednoczone | b.d. |       |

Bieg 2
| Pozycja | Zawodniczka                | Państwo         | Czas | Uwagi |
| ------- | -------------------------- | --------------- | ---- | ----- |
| 1.      | Shirley Strickland         | Australia       | 11,7 | Q     |
| 2.      | Yvette Monginou            | Francja         | 11,8 | Q     |
| 3.      | Maureen Gardner            | Wielka Brytania | 11,8 | Q     |
| 4.      | Noemí Simonetto de Portela | Argentyna       | b.d. |       |
| 5.      | Gerda van der Kade-Koudijs | Holandia        | b.d. |       |
| 6.      | Elfriede Steurer           | Austria         | b.d. |       |

### Finał
| Pozycja | Zawodniczka         | Państwo         | Czas | Uwagi |
| ------- | ------------------- | --------------- | ---- | ----- |
| 1.      | Fanny Blankers-Koen | Holandia        | 11,2 | OR    |
| 2.      | Maureen Gardner     | Wielka Brytania | 11,2 | OR    |
| 3.      | Shirley Strickland  | Australia       | 11,4 |       |
| 4.      | Yvette Monginou     | Francja         | 11,8 |       |
| 5.      | Maria Oberbreyer    | Austria         | 11,8 |       |
| 6.      | Libuše Lomská       | Czechosłowacja  | 11,8 |       |